# Sicyos
Sicyos é um gênero botânico pertencente à família Cucurbitaceae.

## Espécies
De acordo com o ITIS (2019), foram descritas 21 espécies:
- Sicyos albus (H. St. John) I. Telford
- Sicyos ampelophyllus Wooton & Standl.
- Sicyos angulatus L.
- Sicyos anunu (H. St. John) I. Telford
- Sicyos collinus B.L. Rob. & Fernald
- Sicyos cucumerinus A. Gray
- Sicyos erostratus H. St. John
- Sicyos glaber Wooton
- Sicyos herbstii (H. St. John) I. Telford
- Sicyos hillebrandii H. St. John
- Sicyos hispidus Hillebr.
- Sicyos laciniatus L.
- Sicyos lanceoloideus (H. St. John) W.L. Wagner & D.R. Herbst
- Sicyos lasiocephalus Skottsb.
- Sicyos macrophyllus A. Gray
- Sicyos maximowiczii Cogn.
- Sicyos microphyllus Kunth
- Sicyos pachycarpus Hook. & Arn.
- Sicyos parviflorus Willd.
- Sicyos semitonsus H. St. John
- Sicyos waimanaloensis H. St. John

## Classificação do gênero
| Sistema | Classificação                     | Referência               |
| ------- | --------------------------------- | ------------------------ |
| Linné   | Classe Monoecia, ordem Syngenesia | Species plantarum (1753) |